# سحلية دودية بوليفية
سحلية دودية بوليفية (الاسم العلمي: Amphisbaena bolivica) هي نوع من الزواحف تتبع جنس السحلية الدودية من فصيلة السحالي الدودية.